# Apamea feisthamelii
Apamea feisthamelii är en fjärilsart som beskrevs av Jean Baptiste Boisduval 1833. Apamea feisthamelii ingår i släktet Apamea och familjen nattflyn. Inga underarter finns listade i Catalogue of Life.